# 普宁公主 (后梁)
普宁公主，后梁公主，是中国五代十国后梁太祖朱温之女。
她的姐姐安阳公主、金华公主嫁给罗廷规（魏博节度使罗绍威的大儿子），长乐公主嫁赵岩（赵犨的儿子），普宁公主嫁王昭祚，王昭祚是成德军节度使、赵王王镕的儿子。在朱温和李克用的争雄中，王镕最后投靠朱温，以儿子王昭祚为人质。朱温把女儿嫁给了王昭祚。她在开平元年（907年）五月十一日被父亲太祖朱晃封为普宁公主。921年，张文礼发动兵变，杀死王镕、王昭祚及王氏一门，只留下普宁公主来向梁末帝朱友贞示好。